# Compreignac
Compreignac (okzitanisch: Comprenhac) ist eine französische Gemeinde mit 1.866 Einwohnern (Stand: 1. Januar 2022) im Département Haute-Vienne. Sie gehört zum Arrondissement Bellac und zum Kanton Bellac. Die Einwohner nennen sich Compreignacois.

## Geographie
Die Gemeinde Compreignac liegt in den äußersten nordwestlichen Ausläufern des Zentralmassivs, etwa 18 Kilometer nördlich von Limoges am Vincou, der hier entspringt. Umgeben wird Compreignac von den Nachbargemeinden Saint-Pardoux-le-Lac im Nordwesten und Norden, Razès im Nordosten, Saint-Sylvestre im Osten, Bonnac-la-Côte im Süden, Saint-Jouvent im Südwesten sowie Thouron im Westen. 
Durch den Osten der Gemeinde führt die Autoroute A20.

## Bevölkerungsentwicklung
| Jahr                       | 1962 | 1968 | 1975 | 1982 | 1990 | 1999 | 2006 | 2012 | 2020 |
| Einwohner                  | 1333 | 1190 | 1070 | 1130 | 1280 | 1435 | 1621 | 1763 | 1867 |
| Quellen: Cassini und INSEE |      |      |      |      |      |      |      |      |      |

## Sehenswürdigkeiten
- Kirche Saint-Martin aus dem 12. Jahrhundert, seit 1910 Monument historique
- Uranminen von Bachellerie, Margnac und Vénachat

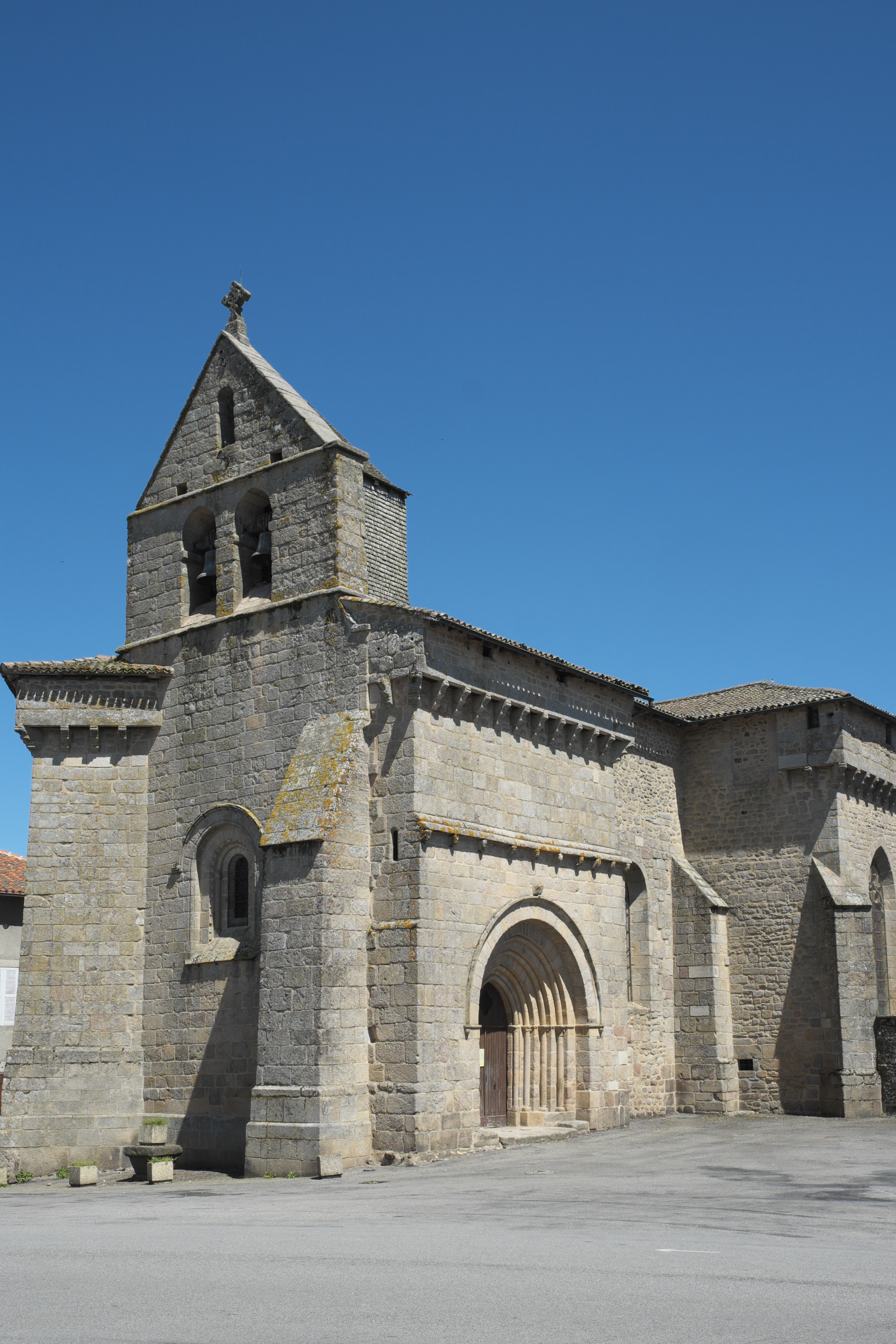
Kirche Saint-Martin
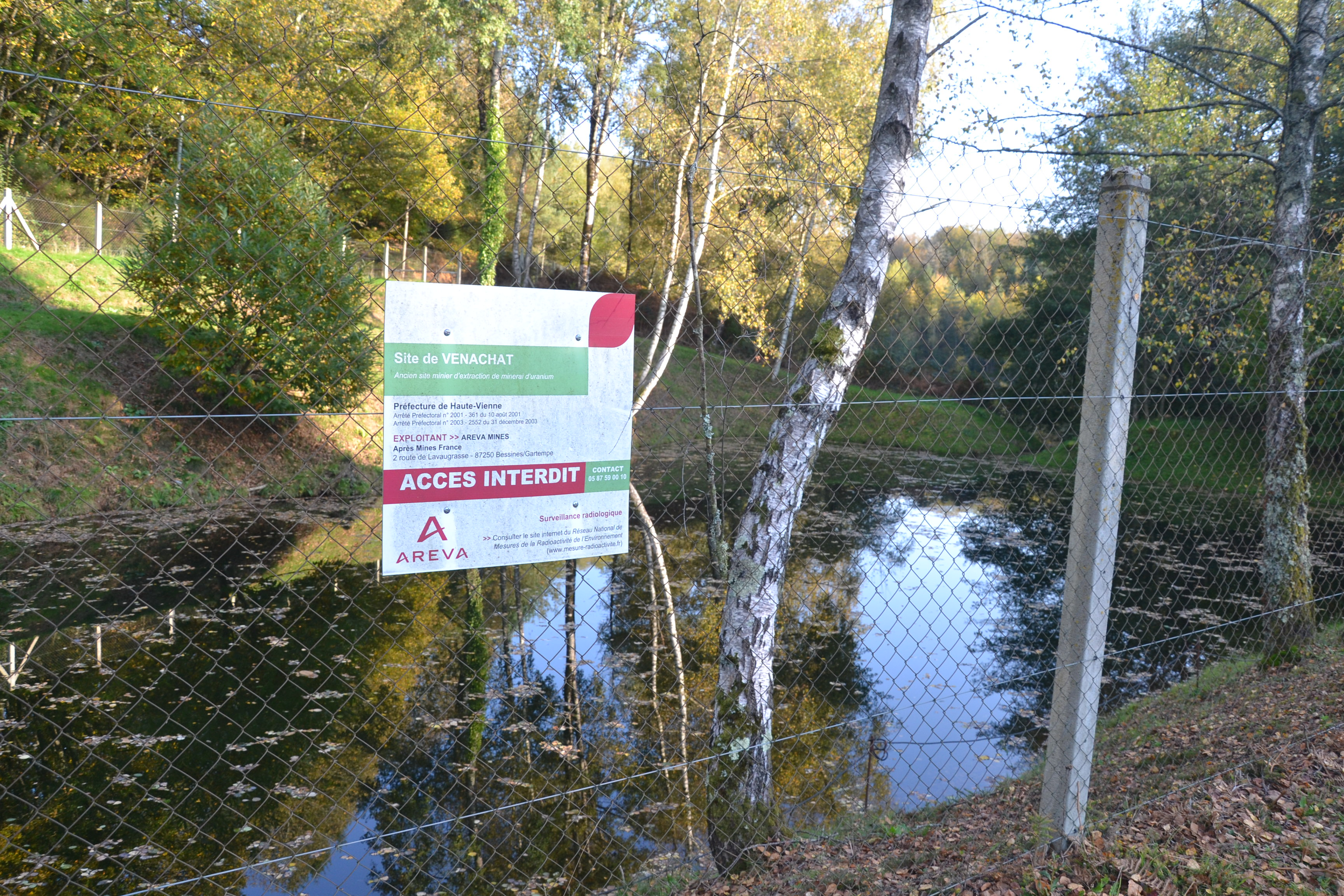
Gesperrter Zugang zur ehemaligen Uranmine